# Benny Paret
Benny "Kid" Paret (Santa Clara, 14 de março de 1937 - Nova York, 3 de abril de 1962) foi um lutador de boxe cubano, campeão na categoria dos meio-médio, que morreu após uma luta contra Emile Griffith.
Ele tinha um cartel em sua carreira de 35 vitórias (sendo 10 nocautes), 12 derrotas e 3 empates.
Sua morte em razão dos ferimentos sofridos durante a defesa do título contra Emile Griffith,  que foi televisionada para todo os Estados Unidos, causou uma grande controvérsia no país. Após nove dias em coma, a repercussão negativa do combate fatal ameaçou a própria existência do boxe.

## Biografia antes da fama
Era filho de camponeses, Alberto e Maxima Crespo, seu nome de nascimento era Bernardo Paret y Valdes; desde muito cedo e durante boa parte de sua vida trabalhou com as mãos na Cuba natal, na cultura da cana-de-açúcar, de forma que jamais aprendera a ler.
Em 1958 foi descoberto por um dono de restaurante em Nova York, Manuel Alfaro, cubano emigrado, que voltava ao seu país em busca de jovens talentos; Alfaro depois viria a contar que ele fora descoberto ainda em Cuba, aos 13 anos de idade, havendo aprendido a brigar nas ruas.

## Carreira
Parret surgiu no cenário do boxe dos Estados Unidos em 1959, como um azarão, derrotando o também meio-médio Charley Scott - uma luta no famoso Madison Square Garden que fora exibida pela TV para todo o país e surpreendera a todos; conta-se que o lutador havia, antes, recebido um telegrama do então presidente cubano Fidel Castro, que dizia: "Eu venci a minha revolução. Agora cabe a você vencer sua batalha".
A partir desta luta memorável, passaram a compará-lo ao lendário pugilista Kid Gavilán, de onde incorporou o apelido "Kid (garoto)", e seguindo uma tradição de grandes lutadores cubanos que tinham este apelido.
Ele fez uma carreira ascendente de 46 lutas em que ficou por dez meses detentor do título de campeão dos meio-médios, até o dia 1º de abril de 1961 quando enfrentou, no Centro de Convenções de Miami Beach, o desafiante Emile Griffith; ele dominara todos os assaltos iniciais, mas acabou tendo seu primeiro nocaute da carreira, caindo no 13ª assalto.
O primeiro encontro de Paret e Griffith ocorreu no dia 1º de abril de 1961, no Centro de Convenções de Miami Beach, perante um “decepcionante público de 4.618 e bilheteria de $20.314”.16 Paret dominou Griffith nos primeiros assaltos da luta pelo título, mas caiu no 13º assalto, marcando o primeiro nocaute nas 46 lutas de sua carreira e dando fim ao seu reinado de 10 meses como campeão meio-médio.
A derrota o fez perder um contrato de lutas de exibição pela Europa e a revanche foi marcada para o dia 30 de setembro do mesmo, com transmissão ao vivo pela TV, no mesmo Madison Square em que iniciara; desta feita não era mais o favorito - as apostas contra ele eram de 4 a 1 - mas ele venceu, numa contagem de pontos que gerou bastante controvérsias; o público presente de quatro mil pessoas dividiu-se entre aplausos e vaias com o resultado.
Griffith sentiu-se injustiçado e clamou por uma nova revanche, alimentando as falas que davam por um resultado marcado; Alfaro, o empresário de Paret, negava-se terminantemente a concordar com um novo encontro dos dois boxeadores - mas acabou cedendo e o confronto foi marcado para 24 de março de 1962.

## A última luta
Um público de oito mil espectadores - o dobro da anterior - lotou o ginásio; Griffith, desafiante, novamente dominava as apostas. Uma vez no ringue, o desafiante mostrou que era melhor até o sexto assalto quando um golpe de Paret o jogou na lona, fazendo o juiz abrir a contagem - que foi até oito.
Paret pareceu dominar até o 11º assalto, mas no 12º as crônicas registram que Griffith retornou como um "louco"; finalmente começou uma sequência de dez uppercuts de direita no queixo em que Paret não reagia, aos 2 min e 9 seg o juiz Ruby Goldstein entrou na frente, selando o fim do combate e passou a conter a alegria do vencedor, enquanto os médicos subiam para atender ao adversário caído.
Terminava ali a breve carreira do jovem cubano, derrotado no boxe e em breve derrotado também na luta pela vida.

## Morte
Levado ao Roosevelt Hospital, foi submetido a uma neurocirurgia emergencial para a retirada de um coágulo que se formara em seu cérebro; a imprensa passou a procurar culpados - e logo todos viram na ganância de Alfaro (que poucos meses antes fizera seu pupilo enfrentar em Las Vegas um adversário pelo peso-médio, fazendo-o engordar para atingir a marca limite - em vez de deixá-lo numa rotina de preparação); Alfaro, por seu lado, culpava o juiz Goldstein, que não parara a luta antes de o pior acontecer, que ele gritara neste sentido - mas foi desmentido por vários observadores.
O próprio juiz Goldstein teve que se justificar, e alegou que relutara em acabar por culpa do próprio estilo de luta de Paret - que muitas vezes apanhava desde o começo e então se recuperava; as especulações iam até os comentários de antes da luta, quando Paret duvidara da masculinidade de Griffith, fazendo-o lutar com ódio; antigas críticas sobre a grande quantidade de ouro que Paret usava voltaram a ser lembradas - todos tentavam encontrar um culpado, enquanto o boxeador jazia no hospital, sem qualquer chance de recuperação.
Apesar da ruptura de relações entre Cuba e os EUA desde abril de 1961, a mãe e o irmão de Benny Kid receberam autorização para visitarem o filho no hospital; chegaram a Miami, sem dinheiro, onde Maxima recebeu dez dólares, passagem para Nova York e um bilhete que dizia em inglês - língua que não falavam - "Levem-me ao Hospital Roosevelt onde meu filho se encontra. Ele é o Kid Paret"; ela não tencionava abandonar a ilha natal, ao contrário dos milhares de emigrantes que de lá tentavam fugir, e declarou que iria ficar até a recuperação do filho; mas ele morreu, quatro dias após a chegada da mãe.
Esse falecimento gerou grande discussão na sociedade acerca da violência do boxe - era a primeira que ocorria desde 24 de junho de 1947, quando Jimmy Doyle morreu em razão dos golpes que recebera de Sugar Ray Robinson - e as polêmicas também acabaram revelando as diferenças entre a comunidade cubana emigrada e suas tensões políticas.
No plano interno, ocasionou a abertura de investigações sobre o esporte, tanto federais quanto locais; as redes de televisão e patrocinadores se dissociaram do esporte, dada a sua imagem negativa, e o boxe sofreu um sério risco de ser banido no país.
Dentre os que reagiram em defesa do esporte estava Muhammad Ali, que declarou à época: “Então uma pessoa morreu. Isso é triste. Acontece uma vez a cada dez anos no boxe. E quanto aqueles três aviões que caíram semana passada? Eles mataram uma centena de pessoas em cada ocasião. Eu choro como o diabo entrando no avião. Não tenho medo do ringue.”

## Disputa política e familiar pelo enterro
A morte não selou o fim das disputas em torno de Benny: sua mãe queria levar o corpo do filho de volta a Cuba, onde Fidel promoveria um funeral digno de um herói; já a viúva, Lucy, declarou que o marido queria ser enterrado em Miami, onde tinham casa.
Prevaleceu a vontade da viúva, passando a imagem do "bom cubano" - aquele que rejeitava a terra natal em favor dos Estados Unidos; no dia 4 de abril milhares de pessoas compareceram à casa funerária, no Bronx, para se despedir do ídolo; no dia 6 o corpo foi levado a Miami, onde outra multidão estimada entre 15 e 20 mil pessoas foram ao velório público e, finalmente, no dia 7 de abril ele foi sepultado no Cemitério Our Lady of Mercy, de Miami.